# Esther Gasser Pfulg
Esther Gasser Pfulg (* 2. November 1968, heimatberechtigt und wohnhaft in Lungern) ist eine Schweizer Politikerin (FDP).
Von 2006 bis 2014 gehörte sie dem Regierungsrat des Kantons Obwalden an, wo die Betriebsökonomin HWV das Sicherheits- und Gesundheitsdepartement und stellvertretend das Volkswirtschaftsdepartement leitete.
Esther Gasser Pfulg wurde im Januar 2010 vom Obwaldner Kantonsrat zur Nachfolgerin als Landammann für den zurückgetretenen Landammann Hans Matter gewählt. Sie trat das Amt am 1. Februar 2010 an, und hatte damit bis zum Ende der Amtsperiode am 30. Juni 2010 nur eine 5-monatige offizielle Amtszeit. Zuvor hatte sie ab 1. Oktober 2009 die Aufgaben des Landammanns bereits kommissarisch übernommen. Für das Amtsjahr 2013/2014 wurde sie zur Landstatthalterin (Vizepräsidentin des Regierungsrats) gewählt. Am Ende der Amtsperiode 2010–2014 trat sie als Regierungsrätin zurück.